# Mitt liv som hund (roman)
Mitt liv som hund är en roman från 1983 av Reidar Jönsson. Romanen är den första delen i den så kallade Hundtrilogin. Övriga delar är En hund begraven (1988) och Hundens paradis 2010.

## Filmatisering
Boken filmatiserades av den svenske regissören Lasse Hallström 1985, se Mitt liv som hund.